# Risiken und Nebenwirkungen
Risiken und Nebenwirkungen (Arbeitstitel: Die Niere) ist ein österreichischer Spielfilm von Michael Kreihsl aus dem Jahr 2021 mit Inka Friedrich, Samuel Finzi, Thomas Mraz und Pia Hierzegger. Das Drehbuch zur Filmkomödie basiert auf dem Theaterstück Die Niere von Stefan Vögel (2018).

## Handlung
Bei der Pilates-Trainerin Kathrin wird im Rahmen einer Vorsorgeuntersuchung ein Nierenleiden diagnostiziert, sie benötigt eine Spenderniere.
Ihr Ehemann Arnold ist ein vielbeschäftigter Architekt, der mitten in einem Großprojekt steckt. Er käme zwar als Spender infrage, hat allerdings Angst davor, ihr seine Niere zu spenden. Er steht vor dem Dilemma, entweder seine Niere zu spenden und damit eventuell seine eigene Gesundheit zu riskieren oder seine Ehe aufs Spiel zu setzen, falls er sich weigert.
Götz ist ein Freund des Paares, er wäre dagegen ohne Zögern zu dem Eingriff bereit, sehr zum Missfallen von dessen Frau, der Apothekerin Diana. Die Situation stellt die beiden Ehen und die Freundschaften zwischen den vier Personen auf die Probe.
Internist Dr. Adler eröffnet Kathrin, dass ihr Befund vertauscht wurde. Kathrin berichtet ihrem Mann daraufhin, dass ihr Befund mit jenem von Arnold vertauscht wurde und somit er eine neue Niere braucht. Götz hält sein Angebot, eine Niere zu Spenden, weiterhin aufrecht. Auch Kathrin erklärt sich bereit, ihrem Mann eine Niere zu spenden. Arnold schämt sich, weil er selbst bei ihr so lange gezögert hatte. 
Kathrin eröffnet ihrem Mann schließlich, dass ihr eigener Befund tatsächlich vertauscht wurde, allerdings nicht mit jenem ihres Mannes und somit auch er gesund ist und tatsächlich keine neue Niere braucht, sondern sie nur seine Reaktion testen wollte. Nachdem sie außerdem herausgefunden hatte, dass Arnold eine Affäre mit einer ukrainischen Malerin hat, trennt sie sich von ihrem Mann.

## Produktion
Die Dreharbeiten fanden im Herbst 2019 in Wien und Niederösterreich statt.
Unterstützt wurde der Film vom Österreichischen Filminstitut, vom Filmfonds Wien, von FISA – Filmstandort Austria und vom Land Niederösterreich, beteiligt war der Österreichische Rundfunk. Produziert wurde der Film von der österreichischen Epo-Film der Produzenten Dieter und Jakob Pochlatko.
Für Ton und Tongestaltung zeichneten Heinz Ebner, Hjalti Bager-Jonathansson und Manuel Grandpierre verantwortlich, für das Kostümbild Monika Buttinger, für das Szenenbild  Julia Oberndorfinger und Hannes Salat, für das Casting Eva Roth und für die Maske Tünde Kiss-Benke.

## Hintergrund
Mit Risiken und Nebenwirkungen verfilmte Michael Kreihsl nach Die Wunderübung (2018) basierend auf der Komödie von Daniel Glattauer ein weiteres Theaterstück.
Das dem Film zugrunde liegende Theaterstück Die Niere von Stefan Vögel wurde im März 2018 an der Komödie am Kurfürstendamm mit Dominic Raacke als Arnold, Katja Weitzenböck als Kathrin, Jana Klinge als Diana und Romanus Fuhrmann als Götz uraufgeführt. Die österreichische Erstaufführung erfolgte im Mai 2019 an den Wiener Kammerspielen des Theaters in der Josefstadt mit Martina Stilp als Kathrin, Martin Niedermair als ihr Mann, Pilar Aguilera als Diana und Oliver Huether als Götz.

## Veröffentlichung
Premiere war am 11. Juni 2021 auf der Diagonale in Graz. Der Film kam am 9. Juli 2021 in die österreichischen Kinos.
Im August 2021 wurde die Produktion als Eröffnungsfilm am Fünf Seen Filmfestival gezeigt. In Deutschland startete der Film am 9. Juni 2022 in den Kinos.
Von Ende Mai bis Mitte Juni 2022 wurde der Film beim German Film Festival in Melbourne in der Sektion Beyond Berlin – Austrian Cinema gezeigt.
Die Erstausstrahlung im ORF erfolgte am 15. März 2023.

## Rezeption
Nikolas Masin vergab auf Filmstarts.de 3,5 von fünf Sternen und bezeichnete den Film als ein über weite Strecken sehr kurzweiliges, messerscharfes Comedy-Kammerspiel, das besonders von seinen vier starken Hauptdarstellern profitiere.
Peter Gutting bewertete den Film auf film-rezensionen.de mit sieben von zehn Punkten. Unter der unterhaltsamen Oberfläche von Situationskomik und Dialogwitz berühre das vergnügliche Beziehungsdrama Fragen, die jeden ins Schwitzen bringen. Der Film hebe sich in seiner Mehrschichtigkeit sehr erfreulich vom humoristischen Mainstream-Einheitsbrei ab.
Walli Müller bezeichnete den Film auf ndr.de als „fluffige Beziehungsdramödie“, die bis auf ein paar Längen zwischendrin Boulevardtheater in der Kino-Version sei. Regisseur Kreihsl könne sich darauf verlassen, dass sich jeder Zuschauer und jede Zuschauerin selbst die Gretchenfrage stellt, ob er eine Niere spenden würde. Die unangenehmen Gefühle, die dabei geweckt werden könnten, dürfe man aber gleich wieder weglachen. Dafür sorgten die pointierten Dialoge, das großartige Ensemble und die sarkastischen Wortscharmützel.
Carsten Beyer von rbbKultur vergab drei von fünf Sternen, die Leinwandfassung sei von der Bühnenversion ziemlich brav abgefilmt. So wirke die Dramaturgie recht statisch. Dass am Ende doch ein vergnüglicher Kinoabend herausspringe, sei letztlich vor allem den pointierten Dialogen und dem gut aufgelegten Darsteller-Quartett zu verdanken.

## Auszeichnungen und Nominierungen
Österreichischer Filmpreis 2021
- Nominierung in der Kategorie Bester männlicher Darsteller (Thomas Mraz)[20][21]

Internationales Filmfest Emden-Norderney 2021
- Nominierung für den SCORE Bernhard Wicki Filmpreis[22]
- Nominierung für den Creative Energy Award
- Auszeichnung mit dem Schreibtisch am Meer – Stipendium zur Stoffentwicklung und zum Drehbuchschreiben (Michael Kreihsl)